# Poppo von Babenberg

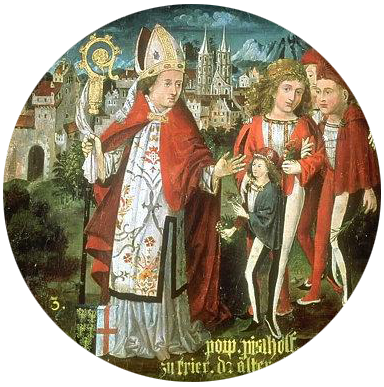
Bischof Poppo von Trier. (Babenberger Stammbaum, 1489–1492. Stiftsgalerie, Klosterneuburg, Niederösterreich)

Poppo von Babenberg (* 986; † 16. Juni 1047 in Trier) war von 1016 bis 1047 Erzbischof von Trier.

## Leben
Poppo war ein Sohn des Markgrafen Leopold I. von Österreich und dessen Frau Richeza. Er wurde in Regensburg erzogen. Der deutsche König Heinrich II. ernannte Poppo im Jahr 1007 zum ersten Dompropst des jüngst gegründeten Bistums Bamberg.
Nach dem Tod von Megingod im Jahr 1015 bestimmte Kaiser Heinrich II. Poppo zum neuen Erzbischof von Trier. Erzbischof Erkanbald von Mainz weihte Poppo daraufhin. Ein Jahr später, 1016, bestätigte Papst Benedikt VIII. Poppo als neuen Erzbischof von Trier.
1018 ging in seinen Besitz die Münzstätte des Königshofes Koblenz über, von Heinrich II. verliehen. Es war der Beginn des Anspruchs der Trierer Erzbischöfe als Attribut ihrer Stellung, Schrot und Korn, Gewicht und Feingehalt der Münzen selbst zu bestimmen und mit eigenem Namen und Bild zu münzen.
In den Jahren 1028 bis 1030 reiste Poppo in Begleitung des Mönches Simeon ins Heilige Land. Nach der Rückkehr nach Trier kümmerte sich Poppo um Simeon, der sich in die Porta Nigra hatte einmauern lassen. Simeon wurde nach seinem Tod auf Fürsprache Poppos und Eberwins von St. Martin von Papst Benedikt IX. heiliggesprochen. Poppo ließ in dem römischen Stadttor eine Stiftskirche errichten und stattete sie mit reichem Grundbesitz aus.
In den Jahren von 1037 bis 1047 ließ Poppo den Trierer Dom nach Westen hin erweitern und eine Krypta anlegen. Bei einer Besichtigung der Baustelle starb Poppo am 16. Juni 1047. Er wurde in dem von ihm gestifteten Stift St. Simeon in Trier beigesetzt. Im Jahr 1803 wurde er nach St. Gervasius umgebettet. Durch den Zweiten Weltkrieg ist seine Grablege heute vollständig zerstört. Sein Grabmal und seine Reliquien werden in der Pfarrkirche St. Simeon in Trier-West aufbewahrt.